# Leiorhagium
Leiorhagium is een geslacht van weekdieren uit de klasse van de Gastropoda (slakken).

## Soorten
- Leiorhagium adioincola Haase & Zielske, 2015
- Leiorhagium ajie Haase & Bouchet, 1998
- Leiorhagium aremuum Haase & Zielske, 2015
- Leiorhagium cathartes Haase & Bouchet, 1998
- Leiorhagium clandestinum Haase & Zielske, 2015
- Leiorhagium douii Haase & Bouchet, 1998
- Leiorhagium granulum Haase & Bouchet, 1998
- Leiorhagium granum Haase & Bouchet, 1998
- Leiorhagium inplicatum Haase & Bouchet, 1998
- Leiorhagium kavuneva Haase & Bouchet, 1998
- Leiorhagium korngoldi Haase & Bouchet, 1998
- Leiorhagium monachum Haase & Bouchet, 1998
- Leiorhagium montfaouense Haase & Bouchet, 1998
- Leiorhagium mussorgskyi Haase & Bouchet, 1998
- Leiorhagium neteae Haase & Zielske, 2015
- Leiorhagium orokau Haase & Bouchet, 1998
- Leiorhagium ruali Haase & Bouchet, 1998
- Leiorhagium solemi Haase & Bouchet, 1998
- Leiorhagium supernum Haase & Bouchet, 1998
- Leiorhagium tectodentatum Haase & Bouchet, 1998
- Leiorhagium utriculatum Haase & Bouchet, 1998